# Lothar Brandler
Pour les articles homonymes, voir Brandler.
Pas d'image ? Cliquez ici
Lothar Brandler, né à Dresde le 19 octobre 1936 et mort le 15 novembre 2016,, est un alpiniste, opérateur à la télévision et cinéaste allemand.

## Biographie
Lothar Brandler s'initie à l'escalade dans le massif d'Elbsandsteingebirge avant d'accomplir un certain nombre de courses fameuses dans les Alpes calcaires septentrionales. Il est parmi les premiers à utiliser le piton à expansion, presque uniquement pour sécuriser certains relais dans les secteurs fortement surplombants. Brandler mène ensuite une carrière de cinéaste de montagne, réalisant plusieurs films longs métrages et documentaires.

## Ascensions

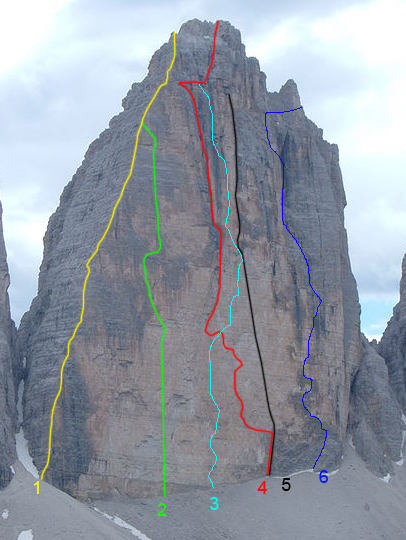
Vue de la face Nord de la Cima Grande di Lavaredo : la voie rouge (no 4) a été ouverte par Lothar Brandler en 1958.

- 1954 - Première ascension de le face nord-ouest de l'Oberreintaldom (Wetterstein) avec G. Walpert
- 1958 - Face nord directe de la Cima Grande di Lavaredo en compagnie de Jörg Lehne, Dietrich Hasse et Siegfried Löw
- 1958 - Roda di Vael dans le massif du Catinaccio

## Films
- 1960 - Direttis sima
- 1964 - Une cordée européenne (montrant Wido Ender, Pierre Mazeaud et Roberto Sorgato gravissant la voie Branler-Hasse à la Cima Grande di Lavaredo, film primé au festival de Trente)[3].
- 1967 - Sensation Alpen
- 1969 - Eiger 1969 : la voie japonaise
- 1974 - La Paroi

## Publications
- (de) Lothar Brandler, Mit der Filmkamera durch die großen Wände der Alpen, AS-Verlag, 2008, 312 p.
- (de) Lothar Brandler, Karl Brandler et Karl Springenschmid, Sieben Tage Sexten : im Dolomitenland der drei Zinnen, Bergverlag Rother, 1965, 132 p.